# Nicolai Jacob Jessen (kæmmerer)
 Der er flere personer med dette navn, se Nicolai Jacob Jessen.
Nicolai Jacob Jessen (født 1. januar 1718 i Neuenkirchen ved Krempe, død 16. august 1800 i Helsingør) var en dansk embedsmand, fabrikant og etatsråd, far til Carl Wilhelm og Juliane Marie Jessen.
Han var søn af diakon i Neuenkirchen Tycho Jessen (1684-1760)  og Anna Elisabeth født Schrøder (1688-1761), tjente i en årrække Frederik V som kammertjener og fik som sådan 1759 gavebrev på den forhenværende krudtmølle ved Raavad (Raadvad Mølle) for der at anlægge et filehuggeri, der blev beskyttet ved omfattende privilegier. 1762 fik han desuden Stubbemøllen (Stampen) til en sabelfabrik. Fabrikvirksomheden gik imidlertid kun dårligt, og trods mange begunstigelser og pengetilskud af kongen gik foretagendet 1765 fallit. I stedet ernærede Jessen sig som vinhandler på Amagertorv og fik bl.a. leverancen til enkedronning Juliane Maries hof. Ved Struensees fald var Jessen, der ved sin afgang efter kongens død var blevet justitsråd, et virksomt medlem af sammensværgelsen og med sit kendskab til Christiansborgs indviklede gange og talløse døre, hvortil han endnu havde en hovednøgle, var han hin 17. januar en habil vejviser ved overrumplingen; for sine tjenester belønnedes han først med et engangsbeløb på 2000 rigsdaler og fra 1780 med 400 rigsdaler årligt. 1778 fik han det indbringende embede som kæmmerer ved Øresunds Toldkammer, blev samme år etatsråd og døde 16. august 1800.
Han blev gift 8. december 1758 i Christiansborg Slotskirke med Marie Christine Jacobi (5. marts 1738 i Asminderød - 11 februar 1801 i København), søster til Christian Frederik Jacobi og datter af sognepræst Peder Jacobi (1691-1738) og Elisabeth Charlotte Schäffer (ca. 1712-1789). Han er begravet i Helsingør.